# 链肠锡叶吸虫
链肠锡叶吸虫（学名：Ceylonocotyle streptocoelium）为同盘科锡叶属的动物。分布于印度、斯里兰卡、大洋洲以及中国大陆的福建、浙江、广东、广西等地，营寄生生活，终末宿主黄牛、水牛、山羊、Bos kerabau以及寄生于瘤胃。